# Hafdasa C-4
El Hafdasa C-4 es un subfusil de origen argentino, fabricado por HAFDASA en los calibres 9 mm y .45 ACP (11,43 mm). La mitad inferior de su cajón de mecanismos es de aluminio, siendo alimentado mediante un cargador recto de gran capacidad (50 balas 9 x 19 Parabellum y 40 balas .45 ACP). El brocal del cargador tiene una cubierta protectora que se abre hacia adelante y forma una agarradera que rodea la parte delantera de los cargadores. El C-4 estaba disponible con culata fija de madera, culata metálica plegable, culata y guardamanos de metal moldeado, así como una pistola ametralladora sin culata.

## Historia
El C-4 era un derivado del subfusil 'Ballester-Rigaud C1' fabricado por HAFDASA, que a su vez estaba basada en el famoso subfusil Beretta Modelo 1918/30 que era empleado por la Policía de la Ciudad de Buenos Aires y la Policía de la Provincia de Buenos Aires. El Ejército y la Armada quedaron impresionados con esta arma y se propusieron comprar un nuevo subfusil, diseñado y producido en Argentina.
La Carabina Modelo 1 Ballester-Rigaud (o C-1) tenía un punto de mira protegido por una cubierta y un alza ajustable. Los puntos de anclaje de la correa portafusil los tenía en su lado izquierdo, para facilitar su transporte al avanzar cuerpo a tierra. En lugar de la bayoneta plegable del M1918/30, tenía un riel de bayoneta modificado que podía aceptar una bayoneta recortada del Mauser M1891.
La Criolla C-2 era una pistola ametralladora de cañón corto con cajón de mecanismos de aluminio y sin culata. Originalmente eran semiautomáticas, aunque se sabe que algunas fueron modificadas en la fábrica para disparar en modo automático.[cita requerida] El cajón de mecanismos podía ser pintado de color verde, negro o marrón, además de dejarlo en su acabado mate para desfiles y ceremonias. Fue originalmente diseñada para tripulantes de tanques.
Este subfusil es llamativo debido a que emplea tres ideas interesantes en su diseño.
1. El usar un material sintético en lugar de madera para la culata, significaba que podían fabricarse rápidamente con una matriz y sin necesidad de pulido y barnizado como en las culatas de madera. Además no se combarían ni se pudrirían. La desventaja era que la culata tendría que ser empuñada con guantes en climas muy fríos o muy cálidos debido a la conductividad térmica del metal.
2. El cargador de gran capacidad tenía dos labios de alimentación y estaba dividido en dos columnas con sus respectivos resortes y tejas elevadoras, como el del Suomi KP/-31. El cargador para cartuchos 9 x 19 Parabellum tenía dos columnas de 25 cartuchos (50), mientras que el cargador para cartuchos .45 ACP tenía dos columnas de 20 cartuchos (40). Esta era una capacidad muy alta, especialmente para aquel entonces. Para evitar que la tierra y el polvo entraran al brocal del cargador cuando estaba vacío, una cubierta accionada mediante resorte lo tapaba; cuando era cargado, se apoyaba contra la parte delantera del cargador.
3. El mecanismo accionado por retroceso tenía un cerrojo con manija alternante ambidiestra. Cuando ésta era empujada hacia adelante, girada a la izquierda y jalada hacia atrás, empujaba hacia abajo el labio izquierdo del cargador y utilizaba los cartuchos de la columna izquierda del cargador. Cuando esta se vaciaba, se repetía el proceso pero la manija era girada a la derecha para utilizar los cartuchos de la columna derecha del cargador. Al jalar hacia atrás el cerrojo y subir su manija, se evitaban disparos accidentales al actuar como un tosco seguro.

A partir de 1938, Hafdasa fabricó el subfusil C-4, que estaba basado en el diseño de la C-2. Tenía el mismo cajón de mecanismos de aluminio forjado de la C-2, pero tenía un largo cañón con aletas y freno de boca como los primeros subfusiles Thompson. Traía una culata de madera desmontable con una correa portafusil de lona, o una culata plegable de metal similar a la del MP40 o AKMS.
El Z-4 era similar al C-1, pero tenía una culata maciza de aluminio moldeado y pintado, con un guardamanos y una empuñadura similar a la de la culata de madera del M1 Garand. 

## Variantes
Solamente se fabricaron 2.000 unidades de la "Criolla" en todas sus variantes. Fue vendida al Ejército y la Policía, muchas de ellas sirviendo en la Armada.

### C-4
El C-4 estaba disponible con culatas fijas y plegables.
El Ejército inicialmente asignó esta arma ligera a sus paracaidistas. Sin embargo, su diseño tenía un defectos: el cajón de mecanismos de aluminio forjado se enfriaba muy rápido a gran altitud y vibraba dolorosamente en las manos de los paracaidistas durante los saltos, por lo cual dejaron de usarlo.[cita requerida]
Los cadetes del Liceo Naval solían desfilar con sus C-4 que tenían culatas de madera y cajones de mecanismos sin pintar. Siendo cada vez más escasos, los C-4 terminaron reducidos a armas ceremoniales transportadas por los cadetes jefes.[cita requerida]

### Z-4
La variante Z-4 tenía culata y guardamanos como los de un fusil, pero su cañón no tenía aletas de enfriamiento y freno de boca. 

## Usuarios
- Argentina
  - Ejército Argentino
  - Fuerza Aérea Argentina
  - Gendarmería Nacional Argentina
  - Policía Federal Argentina
  - Prefectura Naval Argentina
  - Servicio penitenciario federal
  - Liceo Naval Militar Almirante Brown

### Imágenes
- Ballester Rigaud Criolla
- Ballester Rigaud Criolla
- Acercamiento del cajón de mecanismos
- Acercamiento del cajón de mecanismos
- Cerrojo abierto
- Cargadores de doble columna para 9 x 19 Parabellum y .45 ACP

- Datos: Q5638307
- Multimedia: Hafdasa C-4 / Q5638307